# 麒麟座
麒麟座又名獨角獸座（希臘: Μονόκερως）是在天球赤道上的一個黯淡星座，它的名字在希臘的意思是獨角獸。它是由17世紀的荷蘭的製圖員普朗修斯（Petrus Plancius）所創建的星座。與它接壤的星座在西邊是獵戶座，北邊是雙子座，南方是大犬座和长蛇座的東面。與它接壤的星座還有小犬座、天兔座和船尾座。日本語的麒麟座(きりん)，則是指中文的鹿豹座(Camelopardalis)。

## 值得注意的天體

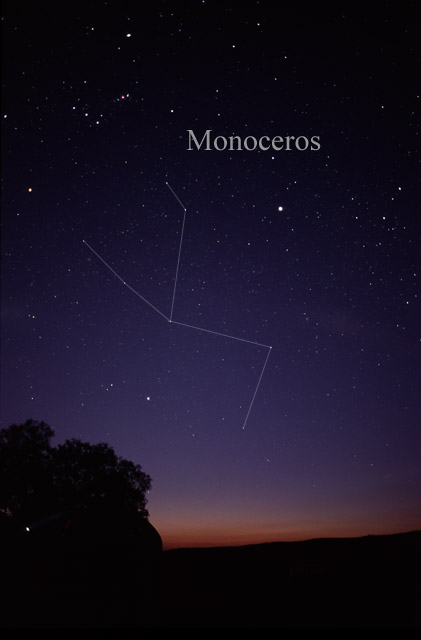
麒麟座以裸眼可以看見的樣貌。

### 恆星
麒麟座很不容易用裸眼看見，它只有幾顆四等星。闕丘增七（麒麟座α）是視星等3.93的四等星，只比3.98等麒麟座γ亮一點點。
但是，麒麟座有一些有趣的特徵，是很適合小望遠鏡的目標。參宿增二十六（麒麟座β）是令人難忘的三合星，三顆星似乎形成一個被固定住的三角形。它們的視星等分別為4.7、5.2和6.1等。威廉·赫歇爾在1781年發現它們時，註記為"天空中最美麗的景觀之一"。
四瀆四（麒麟座ε）是固定的聯星，視星等分別是4.5和6.5等。
四瀆增一（麒麟座S或麒麟座15），是位於NGC 2264中心的一顆藍白色變星，變光幅度很小（4.2-4.6等），它有一顆視星等8等的伴星。
麒麟座V838，是一顆變光的紅超巨星，在2002年1月6日曾經爆發；在當年的2月，曾有一天亮度增加了10,000倍。在這次的爆炸結束之後，哈伯太空望遠鏡觀測到照亮了環繞在恆星周圍塵埃的回光。
麒麟座也包含普拉斯基特星，它是一個大質量的聯星系統，估計總值量加起來將近100個太陽。

### 行星
麒麟座有兩顆屬於同一個行星系的超級地球系外行星：COROT衛星計畫檢測到的柯洛7b和也被地基的HARPS找到的柯洛7c。這兩顆行星都是在2009年發現的。在克卜勒-10b於2011年1月被發表之前，直徑只有地球1.58倍的柯洛7-b 是直徑最小的系外行星（體積約為地球的3.95倍）。

### 深空天體
麒麟座包含許多星團和星雲，下面是其中最值得注意的：
- M50：一個疏散星團
- 玫瑰星雲（NGC 2237、2238、2239、和2246）是一個瀰漫星雲)。它整體的星等相當於6等星，距離地球4,900光年。它的直徑超過100光年，與一些內部有著黑暗的包克雲球正在形成的星團有所關聯。它在1880年代被路易斯·斯威夫特（1880年早期）和愛德華·愛默生·巴納德（1883年）在搜尋彗星時分別獨立發現[2]。
- 聖誕樹星團（NGC 2264）是麒麟座的另一個星團，因為看似聖誕樹而得此名。它相當明亮，總星等超過3.9等，距離地球2,400光年。變星四瀆增一（麒麟座S）表示樹的樹幹，而麒麟座V429在樹的頂端[3]。
- 錐狀星雲（NGC 2264），與聖誕樹星團結合，包含一個非常黯的錐狀結構星雲。它在照片中非常清楚，但在望遠鏡中卻難以捉摸。這個星雲包含幾個赫比格-哈羅天體，它們是小的不規則變光星雲。它們與原恆星有關聯[4]。
- NGC 2254是一個光度超過9.7等的疏散星團，距離地球7,100光年。由於它的恆星數量少於50顆，在星團的夏普力分類是f（？），莊普勒分類是I2p，意思它整體似乎是一個相當富有的團。它顯然與背景的星場不同，非常集中在它的中心；恆星的亮度範圍是中等[5]。
- 哈伯變光星雲（NGC 2261）是一個光度接近10等，距離地球2,500光年的星雲。雖然它的名稱來自愛德溫·哈伯，但它是威廉·赫歇爾在1783年發現的。哈伯變光星雲是被麒麟座R照亮的，這顆年輕的變星崁在星雲中；這顆恆星與星雲物質獨特的互動使這個星雲是發射星雲和反射星雲。關於這個星雲與恆星間交互作用的一種說法，是有一個非常早期階段的行星系統 照亮了它的[6]。
- IC 447

## 歷史

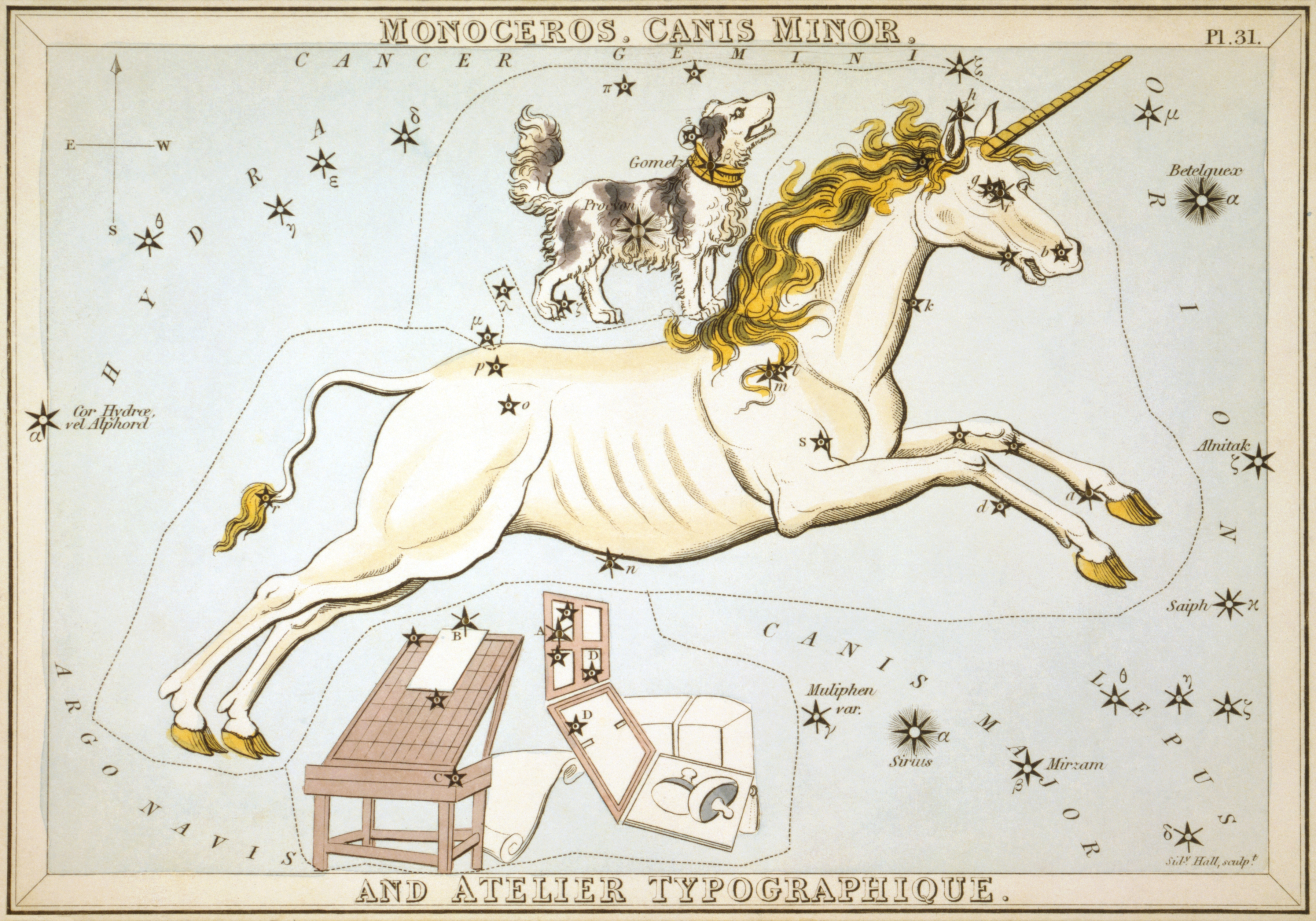
包括麒麟座和小犬座的星圖。是在1825年的出自Atelier Typographique製作的，但已廢棄不用的謬斯女神的鏡子這套星圖中的一張。

相對於其它的座，麒麟座是一個現代的星座。它的外型是一位荷蘭的製圖員普朗修斯（Plancius）在1612或1613年創建天球儀上，稍後被雅各·巴契（Jakob Bartsch）於1624年以獨角獸的型態繪製在它的星圖上。
海因里希·歐伯斯和路德維格·伊德勒（Ludwig Ideler）指出（依據理查·欣克利·艾倫的陳述）在占星學的應用上，這個星座可能古老的。來自1564年的一段陳述：在雙子座和巨蟹座之間有許多的恆星，但是它們都不明亮；最早可以參考的資料來自13世紀的米契爾·史考特，但描述的是一匹馬，而不是獨角獸，而且它的位置也不相符。約瑟夫·史卡利傑的報告在古老的波斯天球上曾經發現獨角獸。[Camille Flammarion]相信這是一個以前的星座，Neper（鑽孔器）佔據天球的面積相當於現代的麒麟座和顯微鏡座，但這還有爭議。
中國的星官稱為四瀆、阙丘和外厨，它們都在麒麟座的邊界內。

## 引文
1. ↑  Wilkins, Jamie; Dunn, Robert.  1st. Buffalo, New York: Firefly Books. 2006. ISBN 978-1-55407-175-3.
2. ↑  Levy 2005，第104頁.
3. ↑  Levy 2005，第82-83頁.
4. ↑  Levy 2005，第83頁.
5. ↑  Levy 2005，第85頁.
6. ↑  Levy 2005，第105-106頁.
7. ↑  Le costellazioni di Petrus Plancius （页面存档备份，存于） on atlascoelestis.com （页面存档备份，存于）
8. ↑  Ridpath, Ian. .   [2015-02-20]. （原始内容存档于2019-03-15）.
9. ↑  Ideler, Ludwig. . Berlin. 1809: 354..355. freely available HERE （页面存档备份，存于）
10. ↑  . Frankfurt. 1564.
11. ↑  Allen, Richard Hinckley. . Dover. 1899: 290. 外部链接存在于|title= (帮助)
12. 1 2  Allen, p. 290.

## 外部連結
- VISTA Reveals the Secret of the Unicorn（页面存档备份，存于） — ESO Photo Release
- The Deep Photographic Guide to the Constellations: Monoceros（页面存档备份，存于）
- The Constellations Web Page - Monoceros（页面存档备份，存于）
- Star Tales – Monoceros（页面存档备份，存于）
- Monoceros Constellation at Constellation Guide（页面存档备份，存于）